# Czesław Mystkowski

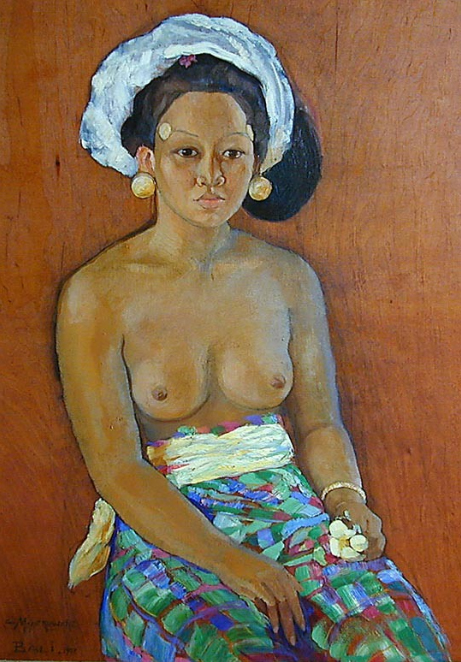
Piękność z wyspy Bali

Czesław Mystkowski (ur. 17 czerwca 1898 w Dubnie, zm. 23 maja 1938 w Dżakarcie) – polski malarz, czynny w koloniach holenderskich w Azji Południowo-Wschodniej. 
Naukę malarstwa rozpoczął w Saratowie, kontynuował w warszawskiej Szkole Sztuk Pięknych u Karola Tichego. W roku 1924 wyjechał do Paryża, gdzie poślubił Jawajkę Corry van Rhijn. 
W roku 1928 wyjechał wraz z żoną do Holenderskich Indii Wschodnich. Do roku 1932 mieszkał na Jawie, potem na  wyspie Bali. Głównym tematem jego obrazów był krajobraz i folklor indonezyjski. Wystawiał swoje obrazy w europejskich salonach sztuki. W Bandungu (Jawa Zachodnia) posiadał własną galerię malarstwa.
Malarstwo Mystkowskiego zalicza się do nurtu realistycznego, nie nawiązuje do awangardowych kierunków w malarstwie okresu lat dwudziestych i trzydziestych XX wieku.